# 南華韓人青年聯盟
南華韓人靑年聯盟是1930年4月20日在中国上海成立的韓國无政府主义组织，該組織的目的是推翻日本在朝鮮半島的殖民統治。該組織的成员有柳子明、柳基石、张道善、鄭海理、鄭華岩 、安恭根、吴冕稙、李炫谨。 
1931年11月，南華韓人靑年聯盟与其他組織共同組成抗日救國聯盟，同時南華韓人靑年聯盟的成員又在白贞基的住所與其他人又共同組建黑色恐怖團，這是抗日救國聯盟下轄的一個部門，目的是暗殺汪精衛以及炸毀日本驻厦门领事馆。
1933年3月17日，日本驻华大使有吉明計劃在六三亭會見中国政府官员。華韓人靑年聯盟成員白贞基、李康勳認為這是刺殺有吉明的大好時機，他們於是攜帶手榴弹和手枪打算跟随有吉明进入六三亭，准备实施突袭。然而他们卻被日本军队逮捕。白贞基最終于1935年5月22日在长崎的监狱中去世，而李康勳则一直到1945年8月15日才获释。

### 剷除亲日合作者
南華韓人靑年聯盟還与金九的韓人愛國團合作，共同剷除亲日合作者，清除對象包括玉觀彬、嚴舜奉、李圭虎、李容魯。 

### 併入韓國光復軍
1937年10月中国抗日战争期间，南華韓人靑年聯盟成立了两个戰地工作隊。其中一个戰地工作隊的成員有鄭華岩、柳子明、李刚；另一个戰地工作隊的成員有羅月煥、李何有、朴基成、金东洙、李在贤。后者后来改组成韓國光復軍第二支队。